# نواه بريمنغر
نواه بريمنغر (بالإنجليزية: Noah Preminger)‏ هو عازف جاز أمريكي، ولد في 2 يونيو 1986 في كانتون في الولايات المتحدة.

## وصلات خارجية
- الموقع الرسمي
- نواه بريمنغر على موقع ميوزك برينز (الإنجليزية)
- نواه بريمنغر على موقع أول ميوزيك (الإنجليزية)
- نواه بريمنغر على موقع ديسكوغز (الإنجليزية)